# Narsaq

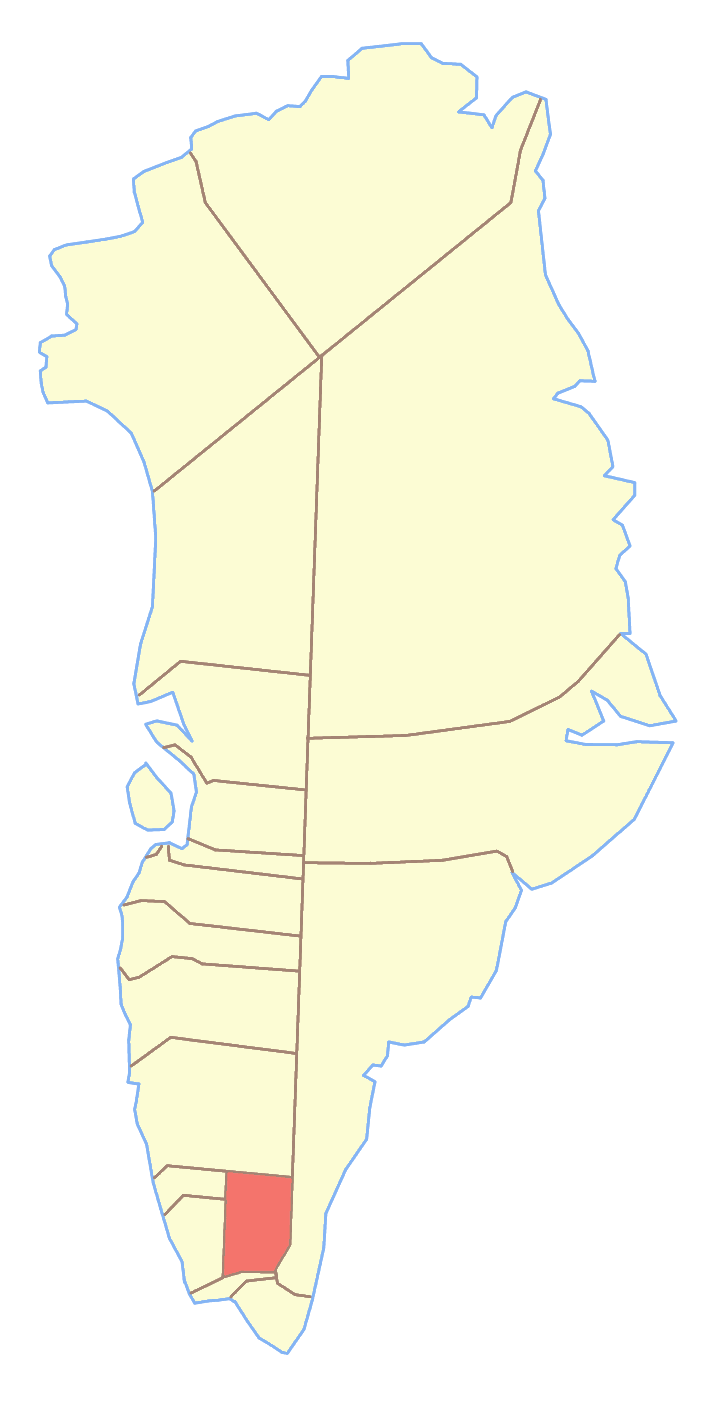
Municipalidad de Narsaq.

Narsaq es un pueblo en Groenlandia meridional. El pueblo mismo tiene una población de aproximadamente 1700 personas pero varios cientos de personas más viven en los alrededores de la comunidad.
Se cree que gente han vivido en el área durante miles de años, pero no continuamente. El nombre Narsaq es el término en groenlandés para denominar a la "llanura", refiriéndose a la hermosa llanura en que se asienta el pueblo. El mar alrededor de Narsaq está repleto de vida marina, inclusive ballenas, salmón, y focas. 
El pueblo no empezó a crecer realmente hasta 1953, cuando se construyó la primera enlatadora de pescado. Para 1959 la población del pueblo excedió los 600 habitantes. Hoy Narsaq tiene un ayuntamiento, dos supermercados, una iglesia, una comisaría, una estación de bomberos, una escuela primaria, varios servicios educativos, un cibercafé, un hospital, y varias tiendas pequeñas.

## Ciudades hermanadas
- Vigo (España)